# Paranerita niobe
Paranerita niobe là một loài bướm đêm thuộc phân họ Arctiinae, họ Erebidae.